# 하라이치정 (군마현)
하라이치정(일본어: 原市町)은 일본 군마현 우스이군에 설치되었던 정이다. 현재의 안나카시에 해당한다.